# Coup d'État du 14 mai 1915 au Portugal
Le coup d'État du 14 mai 1915 au Portugal est un soulèvement politico-militaire dirigé par Álvaro de Castro et le général Alfredo de Sá Cardoso, avec pour objectif de le renversement du gouvernement présidé par le général José Joaquim Pereira Pimenta de Castro et l'application pleine et entière de la constitution de 1911 que les révoltés considéraient comme non respectée par le président de la république, Manuel de Arriaga, qui a dissous unilatéralement le congrès de la République sans posséder les pouvoirs constitutionnels pour le faire.

## Déroulement
Le mouvement fut victorieux, remplaçant le gouvernement par la junte constitutionnelle de 1915 et la démission de Manuel de Arriaga. La révolte cause près de 200 morts et 1 000 blessés. Durant la révolte, João Chagas, pressenti comme chef de l'Etat, fut atteint par un tir dans la ville d'Entroncamento porté par le sénateur João José de Freitas, le laissant grièvement blessé et aveugle d'un œil. L'agresseur fut lynché par la foule. La Junte constitutionnelle portugaise de 1915 fut mise brièvement au pouvoir durant 3 jours, jusqu'au 17 mai et remplacée par la présidence du ministère de José de Castro. Le but du coup d'État était de forcer la participation du Portugal dans la Première Guerre mondiale, ce qui a été atteint l'année suivante.